# Кастионс ди Страда
Кастионс ди Страда (итал. Castions di Strada) је насеље у Италији у округу Удине, региону Фурланија-Јулијска крајина.
Према процени из 2011. у насељу је живело 3647 становника. Насеље се налази на надморској висини од 22 м.

## Становништво
| 1936. | 1951. | 1961. | 1971. | 1981. | 1991. | 2001. | 2011. |
| ----- | ----- | ----- | ----- | ----- | ----- | ----- | ----- |
| 3.215 | 4.067 | 4.019 | 3.697 | 3.816 | 3.795 | 3.725 | 3.866 |